# Partidocracia
O termo partidocracia constitui um neologismo usado para definir a liberal vontade que seja um ou mais partidos a exercerem o domínio político sobre o governo de um país ou nação e que surge do pluripartidarismo.
Para a teoria antiliberal, segundo o filósofo Gustavo Bueno, "a partidocracia constitui uma deformação sistemática da democracia. Cada partido tem que atacar sistematicamente o outro".
Conforme definido por Gonzalo Fernández de la Mora, "a partidocracia é uma forma de Estado na qual as oligarquias partidárias assumem a soberania efetiva".

## Argumentos contra
As principais críticas que se opõem a esse sistema são:
- alianças entre os partidos políticos, através da partilha do poder, infringem o sufrágio universal;
- decisões importantes são tomadas pelos líderes partidários cuja imparcialidade não é garantida;
- o aparecimento de partidos políticos fortes, através de alianças capazes de evitar o aparecimento de partidos novos e pequenos, constitui um risco de se seguir na direção a um pensamento único e no rotativismo;
- a separação dos poderes não é garantido desde que as mesmas partes são representadas em diferentes níveis de poder. A direção de um partido forte pode assumir todos os poderes;
- numa sociedade altamente politizada, os média e a imprensa não são politicamente neutra. Em que neste sistema, constituem um poder detido pelas partes.

Assim a partidocracia é denunciada como uma forma de governação de um Estado que concentra naturalmente o poder em apenas em um partido político ou em dois partidos políticos, o bipartidarismo, que assumem a soberania efetiva como se de uma oligarquia se tratasse, não deixando a possibilidade dos deputados, que deles fazem parte, expressarem sua verdadeira intenção, restringindo-lhes a sua liberdade assim como dos pequenos partidos serem ouvidos e achados.

## Contras-argumentos
Para que a democracia possa permitir a cada indivíduo a participar na administração pública requer estruturas partidárias para expressar as diversas correntes de opinião.